# 2865 Laurel
2865 Laurel este un asteroid din centura principală, descoperit pe 31 iulie 1935, de Cyril Jackson.